# Mýa (album)
Mýa to pierwszy album wokalistki Mýi. Został wydany w 1998 roku przez Interscope Records.

## Lista utworów
1. "What Cha Say" (Mya Harrison; Darryl Pearson) – 3:55
2. "Movin’ On" (Mya Harrison; Darryl Pearson; M. Andrews) – 4:29
3. "Baby It's Yours" (Cantrall, Alex "Cat"; M. Davis) – 4:29
4. "Keep On Lovin' Me" (Darryl Pearson; L. Anthony; M. Andrews; N. Neka) – 3:46
5. "It’s All About Me" (featuring Sisqo) (Darryl Pearson; M. Andrews) – 4:26
6. "If You Died I Wouldn't Cry Cause You Never Loved Me Anyway" (J. Green; R. Brown; T. Ruffin) – 5:02
7. "We're Gonna Make Ya Dance" (Mya Harrison; Darryl Pearson; T. Ruffin) – 4:21
8. "If You Were Mine" (Cantrall, Alex "Cat"; M. Davis) – 4:17
9. "Bye Bye" (Mya Harrison; Darryl Pearson; M. Elliot) – 4:05
10. "Anytime You Want Me" (Cantrall, Alex "Cat"; Carl Carr; J. Priolo) – 3:40
11. "Don't Be Afraid" (Alberto Cabera; Wyatt Pauley) – 4:46
12. "My First Night with You" (Babyface; Diane Warren) – 5:38
13. "Movin’ On" (Remix) (featuring Silkk Tha Shocker) (Mya Harrison; Darryl Pearson; M. Andrews; V. Miller) – 4:30

## Daty wydania
| Kraj              | Data             |
| ----------------- | ---------------- |
| Stany Zjednoczone | 21 kwietnia 1998 |
| Wielka Brytania   | 4 września 1998  |

## Listy przebojów i certyfikaty
| Lista (1998)           | Najwyższa pozycja | Certyfikat | Sprzedaż  |
| ---------------------- | ----------------- | ---------- | --------- |
| Billboard 200          | 29                | Platyna    | 1,400,000 |
| Top R&B/Hip-Hop Albums | 13                | Platyna    | 1,400,000 |

### Listy końcoworoczne
| Rok  | Lista                  | Ranking |
| ---- | ---------------------- | ------- |
| 1998 | Billboard 200          | 87      |
| 1998 | Top R&B/Hip-Hop Albums | 43      |
| 1999 | Billboard 200          | 200     |

## Nominacje
| Rok  | Ceremonia               | Nagroda                                 | Rezultat  |
| 1999 | Soul Train Music Awards | Najlepszy Nowy Artysta R&B/Soul lub Rap | Nominacja |
| 1999 | Soul Train Music Awards | Najlebszy Album R&B/Soul (kobiety)      | Nominacja |
| 1999 | Lady of Soul            | Najlepszy Teledysk, Movin’ On           | Nominacja |
| ---- | ----------------------- | --------------------------------------- | --------- |